# Marietta-Alderwood
Marietta-Alderwood je obec v okrese Whatcom v americkém státě Washington. Roku 2010 v ní žilo 3 906 obyvatel, z nichž 82 % tvořili běloši, 4 % Asiaté a 3,5 % původní obyvatelé. 10 % obyvatelstva bylo hispánského původu. Rozloha obce činí 19,2 km², z čehož 20 % tvoří vodní plocha.